# Gaśnica na środek czysty
Gaśnica na środek czysty – podręczny sprzęt gaśniczy, w którym jako środek gaśniczy zastosowano gaz FE-36, zamiennik halonu 1211). Urządzenie przeznaczone do zwalczania pożarów grupy A, B i C oraz elektrycznych urządzeń nisko- (do 1 kV) i średnionapięciowych (do 36 kV). Gaśnica z grupy X – urządzeń ze stałym ciśnieniem gazu napędzającego środek gaśniczy (użyty azot N2, ciśnienie robocze zbiornika 1 MPa). Zastąpiła gaśnice halonowe, które zostały wycofane z użytku z uwagi na szkodliwość dla środowiska naturalnego.

## Działanie
Wyładowanie gaśnicy na płonący obiekt powoduje usunięcie energii cieplnej z ognia (kataliza ujemna płomienia) i zatrzymanie reakcji spalania. Dzięki temu nie dochodzi do fizycznego uszkodzenia gaszonego przedmiotu/urządzenia. Wyładowany gaz odparowuje, pozostawiając czystą i suchą powierzchnię.

## Zastosowanie
- pożary grupy A (ciała stałe) – meble, dokumenty, książki, tkaniny;
- pożary grupy B (ciecze łatwopalne) – nafta, benzyna, alkohole;
- pożary grupy C (gazy łatwopalne) – acetylen, metan, propan;
- pożary sprzętu elektronicznego, pracującego pod napięciem do 1 kV (sprzęt domowy) i urządzeń do 36kV (silniki, kondensatory, transformatory).

## Właściwości środka gaśniczego
- skuteczność zbliżona do halonów, odznaczających się największą skutecznością gaśniczą z wszystkich znanych do tej pory środków gaśniczych;
- wyładowanie gazu FE-36™ nie wiąże się z gwałtownym obniżeniem temperatury, dzięki temu nie powoduje odmrożeń na skórze czy szoku termicznego gaszonych urządzeń elektronicznych;
- bezbarwny, dzięki czemu nie utrudnia akcji ewakuacyjnej;
- bezwonny;
- bezpieczny dla ludzi[3];
- bezpieczny dla środowiska[4];
- nie pozostawia osadów i zanieczyszczeń.

## Sposób użycia
(podobnie jak innych podręcznych gaśnic typu X)
1. Przed rozpoczęciem gaszenia należy sprawdzić manometr gaśnicy (strzałka powinna znajdować się w zielonym polu).
2. Następnie, trzymając za dolną rękojeść, należy usunąć zawleczkę zabezpieczającą.
3. Po podejściu do płonącego przedmiotu na maks. 2 metry (w przypadku urządzeń pod napięciem 36 kV) lub maks. 1 metr (sprzęt 1kV i inne obiekty) trzeba skierować wąż w kierunku ognia i wcisnąć górną rękojeść gaśnicy.
4. Gasić do całkowitego zniknięcia płomieni.

| Pojemność                                              | Czas działania | Zasięg  | Temp. stosowania | Okres ważności                                               |
| ------------------------------------------------------ | -------------- | ------- | ---------------- | ------------------------------------------------------------ |
| 1, 2, 4 lub 6 kg (możliwość wielokrotnego napełniania) | min. 6 sek.    | 2 metry | od –20 do +60    | roczna gwarancja, konieczne coroczne przeglądy i konserwacja |

## Atesty i certyfikaty
- norma krajowa PN-EN 3-7:2008;
- norma dyrektywy ciśnieniowej UE nr 14/68/UE;
- opinia techniczna Centralnej Stacji Ratownictwa Górniczego Nr 17/2012;
- sprawozdanie z badań Zespołu Laboratoriów Badań Chemicznych i Przeciwpożarowych CNBOP Nr 4286/BC/08;
- certyfikat Engineering Test Institute, Brno, Czechy E-30-01490-rev. 1.